# Balló Mátyás
Balló Mátyás (Liptószentmiklós, 1844. november 30. – Budapest, 1930. szeptember 27.) vegyészmérnök, az MTA levelező tagja.

## Élete
Balló Mátyás és Mikó Mária fia, evangélikus vallású. Felesége Greiner Zelma volt. Középiskoláit Késmárkon, Rozsnyón és Lőcsén végezte 1857 és 1864 között. Ezután a Bécsi Egyetemen és a Zürichi Műszaki Egyetemen tanult vegyészetet két-két évig. Magyarországon előbb tanársegéd lett a Budapesti Műszaki Egyetemen utána pedig 1868. október 1-től a budapesti IV. kerületi főreáliskolában a vegytan rendes tanára. Az újonnan alapított Vegyészeti és Élelmiszervizsgáló Intézet első igazgatója lett. 1880. május 20-ától a Magyar Tudományos Akadémia levelező tagja volt, a berlini vegyészi társulatnak már előbb lett tagja. Ő írta az első kémia tankönyvet a középiskolák részére. Az analitika terén a munkássága jelentős.
Értekezései az Orvosi Hetilapban (1879. 1887.), Mathem. és term. Értesítő (II. s. III. k. 1889.), a berlini vegytani társaság Berichtejében (1870-73. és 1878 óta) és a Dinglers Polytechnisches Journalban (CXCIV. sat. köteteiben) jelentek meg; többen átmentek a német, angol és francia folyóiratokba.
Három lánya született, Ágnes, Zelma és Mária, és egy fia, Alfréd. A legfiatalabb lány, Aggházyné Balló Mariska (1885–1956) festő, rajztanár volt, a tőle született unoka, Aggházy Mária (Gulácsy Lajosné 1913–1994) művészettörténész.

## Munkái
- Das Naphtalin und seine Derivate. Braunschweig. 1870.
- Zur Geschichte des Naphtylamins. Berlin, 1870. (Berichte der d. chem. Gesellschaft in Berlin.)
- Die aus Rosalinin u. Bromnaphtalin oder Naphtylamin derivirenden Farbstoffe. Uo. 1870.
- A vegytan alapelvei. Pest, 1872. (2. telj. átdolg. kiadás. Budapest, 1877.)
- Az aethyloxalátnak hatásáról a naphtylaminra. Uo. 1873. (Értek. a term. tud. kör. IV. k. 2. sz.)
- A Duna-folyam vegyi viszonyairól Budapest mellett. Uo. 1873. (Mathem. és term. Közlemények XI. k. 1. füzet.)
- Budapest főváros vizvezetéki- és Dunavize 1874. évben. Uo. 1875. (Lenyomat a Közegészségi Lapokból.)
- Elemi vegytan. Uo. 1875. (2. kiadás, 1878. 3. k. 1885. 4. k. 1887. Uo.)
- A vizelvonó testek behatásairól a kámforsavra és amidjaira. Uo. 1880. (Értek. a term. tud. kör X. 5.)
- Ujabb tanulmányok a kámforcsoport köréből. Uo. 1881. (Ért. a term. t. kör. XI. 5.)
- Budapest főváros ivóvizei egészségi szempontból. Uo. 1881. (Ért. a term. t. kör. XI. 11.)
- Jelentés Budapest főváros vegyészének működéséről 1874-1883. Uo. 1885. (Fővárosi nyomtatványok.)
- Tejelemzések. Szakvélemény a főváros tejkérdéséről. Uo. 1888-89. két füzet (Fővárosi nyomtatványok.)
- Budapest főváros vizkérdése; Than és Fodor tanárokkal együttesen szerk. szakvélemény. Uo. 1885. (Főv. nyomt.)
- A főváros vizellátása ügyében tett egyéb vizsgálatok. Uo. 1883-89. (Fővárosi nyomtatványok.)